# Ação de 1 de agosto de 1801
A Ação de 1 de agosto de 1801 foi uma ação de um único navio da Primeira Guerra da Barbária travada entre a escuna americana USS Enterprise e a polaca tripolitana Trípoli na costa da atual Líbia.
Como parte do Esquadrão Mediterrâneo do Comodoro Richard Dale, o Enterprise foi implantado com a força americana bloqueando o vilaiete de Trípoli. Enterprise, sob o comando do tenente Andrew Sterett, foi enviado pelo Comodoro Dale para coletar suprimentos em Malta. Enquanto navegava em direção a Malta, o Enterprise enfrentou Trípoli, comandado pelo almirante Rais Mahomet Rous. Trípoli lutou teimosamente e fingiu se render três vezes em um combate que durou três horas antes que a polacca fosse finalmente capturada pelos americanos.

Embora os americanos tivessem tomado o navio, Sterett não tinha ordens para receber prêmios e, portanto, foi obrigado a libertá-lo. Enterprise completou sua jornada para Malta e recebeu honras e elogios do Comodoro do esquadrão em seu retorno à frota. O sucesso da batalha elevou o moral nos Estados Unidos, já que foi a primeira vitória daquele país na guerra contra os tripolitanos. O oposto ocorreu em Trípoli, onde o moral afundou fortemente ao saber da derrota de Trípoli. Apesar do triunfo da Enterprise, a guerra continuou indecisa por mais quatro anos.